# آکادمی بین‌المللی رقص خاورمیانه‌ای
آکادمی بین‌المللی رقص خاورمیانه‌ای (به انگلیسی: International Academy of Middle Eastern Dance) برای فراهم آوردن کنسرت‌ها و ویدئوهای رقص عربی برای رقصندگان در این سبک و علاقه مندان به آن بر پا گردید. از دیگر دلایل تأسیس آن شناسایی ستارگان بین‌المللی رقص عربی و دستاوردها و مشارکت‌های آنها در این هنر است. 
این آکادمی در سال ۱۹۹۶ به وسیله سوزی ایوانز که کار رقص را به عنوان حرفه از دههٔ ۱۹۷۰ آغاز کرده بود بنیان گذاشته شد. در این دهه فرهنگ غالب در ایالات متحده برای نخستین بار متوجه این سبک رقص شد. چندین رقصندهٔ کهنه کار دیگر و چند چهرهٔ با استعداد جدید نیز برای تشکیل هیئت مدیرهٔ این آکادمی به سوزی ایوانز پیوستند. سوزی ایوانز سایت www.bellydance.org را در سال ۱۹۹۸ راه اندازی کرد تا آسان تر اطلاعات مورد نیاز دربارهٔ رقص عربی را به دست آورد و نیز آسان تر ویدئوهای آکادمی را به فروش برساند.
از آن جایی که اعضای آکادمی رقص عربی را هنری بین‌المللی می‌دانستند اعتقاد داشتند که رقصندگان، مربیان و برگزارکنندگان برجسته رقص عربی باید از سوی همکاران خود مورد تشویق و تکریم قرار بگیرند. این ایده منجر به پدید آمدن جایزه رقص عربی گردید. نخستین جایزه رقص عربی در سپتامبر ۱۹۹۷ در کانون تئاتر لس آنجلس (Los Angeles Theater Center) اعطا شد.
علاوه بر تهیهٔ کنسرت‌های حرفه‌ای این آکادمی چهره‌های با استعداد رقص عربی را به جامعه رقصندگان این سبک معرفی می‌کند. این سازمان یک برگزارکنندهٔ بزرگ کلاس‌ها و کارگاه‌های آموزشی این رقص است و تولیدکنندهٔ ویدئوهای آموزشی که به وسیلهٔ استادان مشهور رقص تدریس می‌شود می‌باشد . نخستین ویدئوی آموزشی این آکادمی در سال ۲۰۰۱ پخش گردید.

## منبع
- https://web.archive.org/web/20130504101317/http://www.bellydance.org/about_iamed.html